# Lajos Sătmăreanu
Lajos Sătmăreanu (21. února 1948 Salonta – 30. června 2025) byl rumunský fotbalista, pravý obránce. Po skončení aktivní kariéry působil jako trenér.

## Fotbalová kariéra
V rumunské lize hrál za Crişana Oradea, CSA Steaua București, FC Bihor Oradea a AS Progresul București. Nastoupil ve 306 ligových utkáních a dal 12 gólů. V nižších rumunských soutěžích hrál za Flamura Roșie Oradea a ASA Târgu Mureș. V Poháru mistrů evropských zemí nastoupil ve 2 utkáních a v Poháru vítězů pohárů nastoupil v 18 utkáních. Za reprezentaci Rumunska nastoupil v letech 1967–1973 ve 44 utkáních a dal 1 gól. Byl členem rumunské reprezentace na Mistrovství světa ve fotbale 1970, nastoupil ve všech 3 utkáních.

## Ligová bilance
| Ročník            | Zápasy | Góly | Klub                   |
| ----------------- | ------ | ---- | ---------------------- |
| Liga I 1962/1963  | 1      | 0    | Crişana Oradea         |
| Liga II 1963/1964 | 18     | 1    | Flamura Roșie Oradea   |
| Liga II 1964/1965 | 12     | 1    | ASA Târgu Mureș        |
| Liga I 1965/1966  | 21     | 0    | CSA Steaua București   |
| Liga I 1966/1967  | 26     | 1    | CSA Steaua București   |
| Liga I 1967/1968  | 26     | 0    | CSA Steaua București   |
| Liga I 1968/1969  | 28     | 2    | CSA Steaua București   |
| Liga I 1969/1970  | 29     | 1    | CSA Steaua București   |
| Liga I 1970/1971  | 26     | 1    | CSA Steaua București   |
| Liga I 1971/1972  | 27     | 0    | CSA Steaua București   |
| Liga I 1972/1973  | 28     | 1    | CSA Steaua București   |
| Liga I 1973/1974  | 30     | 1    | CSA Steaua București   |
| Liga I 1974/1975  | 30     | 4    | CSA Steaua București   |
| Liga I 1975/1976  | 14     | 1    | FC Bihor Oradea        |
| Liga I 1976/1977  | 20     | 0    | AS Progresul București |
| CELKEM 1. liga    | 306    | 12   |                        |